# Albrekt II av Holstein
Greve Albrekt II av Holstein, död 28 september 1403 i Ditmarsken, begravd i Itzehoe, var greve av Holstein-Segeberg 1381/1384-1403, greve av Holstein-Rendsburg 1397-1403. Son till greve Henrik II av Holstein (död 1381/1389) och Ingeborg av Mecklenburg (omkring 1340-1395).
Albrekt (Albrecht) blev barnlös i sitt före 23 mars 1399 ingångna äktenskap med Agnes (död före 1415), dotter till hertig Erik IV av Sachsen-Lauenburg (död 1412) och Sophia av Braunschweig-Lüneburg (död 1416).